# Поповка (Акмолинская область)
Попо́вка (каз. Поповка) — село в Атбасарском районе Акмолинской области Казахстана. Входит в состав Тельманского сельского округа. Код КАТО — 113863200.

## География
Село расположено на берегу реки Ишим, в восточной части района, на расстоянии примерно 20 километров (по прямой) к юго-западу от административного центра района — города Атбасар, в 4 километрах к востоку от административного центра сельского округа — села Тельмана.
Абсолютная высота — 284 метров над уровнем моря.
Ближайшие населённые пункты: село Тельмана — на западе, село Калиновка — на юго-западе, село Бастау — на северо-востоке.

## Население
В 1989 году население села составляло 384 человек (из них украинцы — 43 %).
В 1999 году население села составляло 423 человека (211 мужчин и 212 женщин). По данным переписи 2009 года, в селе проживало 306 человек (143 мужчины и 163 женщины).
| Численность населения | Численность населения | Численность населения |
| 1989                  | 1999                  | 2009                  |
| --------------------- | --------------------- | --------------------- |
| 384                   | ↗423                  | ↘306                  |

## Улицы
- ул. Бейбитшилик,
- ул. Есиль,
- ул. Жастар,
- ул. Женис,
- ул. Каражар,
- ул. Садибек.